# Manoel Alves Caldeira Neto
Manoel Alves Caldeira Neto (Uberaba, 10 de dezembro de 1899 - 23 de maio de 1974) foi um jurista brasileiro. Especializou-se em direito do trabalho e, profissionalmente, atuou desde 1942 no Conselho Nacional do Trabalho (CNT) e, em 1943, Câmara de Justiça do Trabalho.
Como ministro do Tribunal Superior do Trabalho, atuou na vice-presidência e na presidência do tribunal, respectivamente de 1946 a 1949 e de 1951 a 1955. Na primeira metade dos anos 1960, foi corregedor-geral da Justiça do Trabalho.